# جوناتان موران
جوناتان موران (بالإسبانية: Jonatan Morán)‏ هو لاعب كرة قدم أرجنتيني في مركز الهجوم، ولد في 14 أبريل 1989 في فييدما في الأرجنتين. لعب مع باراكاس سينترال.

## وصلات خارجية
- جوناتان موران على موقع قاعدة بيانات كرة القدم.إي يو (الإنجليزية)
- جوناتان موران على موقع Soccerway.com (الإنجليزية)